# Cristiano Gualda
Cristiano Gualda, (Rio de Janeiro, 1973), é um ator, cantor, músico e apresentador de televisão brasileiro.
A partir do meio até o final dos anos 90, Gualda foi o apresentador do programa Stargame, no canal de TV por assinatura Multishow. Responsável por muito da personalidade e humor do show, ele ajudou a definir a imagem do programa perante sua audiência. Sempre lendo cartas dos fãs e fazendo comentários pessoais durante o show, via-se que Gualda era além de um bom apresentador para o público que tentava captar (infanto juvenil),  também um jogador que conhecia a cultura dos videogames em si. Diminuindo essa barreira de informalidade que se encontra em muitas revistas e shows atuais de games, Gualda foi pioneiro em mostrar um lado descontraído dos jogos para os 'gamemaniacos' do Brasil.
Após o fim do programa que perdurou durante cinco anos, Gualda continuou com sua carreira artística, em particular no teatro musical. Participou da peça Cristal Bacharach, de Charles Möeller e Cláudio Botelho, e destacou-se como o jovem príncipe Dom Pedro I, na peça musical Império dirigida por Miguel Falabella. Em 2011, atuou nos musicais "Emilinha e Marlene - as rainhas do rádio", de Thereza Falcão e Julio Fischer, com direção de Antonio De Bonnis e "4 Faces do Amor", de Eduardo Bakr, com direção geral de Tadeu Aguiar e direção musical de Liliane Secco.